# David Bronstein
Pour les articles homonymes, voir Bronstein.
David Ionovitch Bronstein (en russe : Давид Ионович Бронштейн), né le 19 février 1924 à Bila Tserkva, RSS d'Ukraine, en URSS, et mort le 5 décembre 2006 à Minsk, en Biélorussie, est un joueur d'échecs soviétique.
Grand maître international en 1950 (le plus jeune à la création du titre), il fait match nul contre Mikhaïl Botvinnik lors du championnat du monde 1951. Il est également renommé pour les livres d'échecs qu'il a écrits, notamment L'Art du combat aux échecs (le tournoi de Zurich 1953) et (en) 200 open games.

## Biographie

### Famille
David Bronstein naît dans une famille juive en Ukraine. Son père est responsable d'une minoterie et sa mère médecin.
Son père, Johonon est arrêté le 31 décembre 1937 et emprisonné pendant plusieurs années au goulag pour « avoir défendu des paysans contre des officiels corrompus ». Condamné à des travaux forcés, il est libéré en 1944, avec cependant un bannissement de la ville de Moscou. Longtemps après sa mort, les autorités admirent par écrit que son internement n'avait pas de base légale. Il est cependant possible que son homonymie avec Léon Trotski, dont le véritable nom de famille était aussi Bronstein et qui était comme lui originaire d'Ukraine, ait été la source de tous ses ennuis.

### Débuts aux échecs
Le grand-père de Bronstein lui apprend à jouer aux échecs quand il a six ans. Pendant sa jeunesse, à Kiev, il bénéficie de l'entraînement du maître international réputé Aleksandr Konstantinopolski.
Il termine deuxième du championnat de Kiev à l'âge de 15 ans (en 1939), et obtient le titre de maître soviétique à 16 ans (en 1940), pour sa deuxième place au championnat d'Ukraine de 1940, derrière Isaac Boleslavski. Ce dernier devient un ami proche et un partenaire aux échecs. Bien plus tard, en 1984, il épouse sa fille, Tatiana.

### Seconde Guerre mondiale
Bronstein s'apprêtait à entrer à l'Université de Kiev pour y étudier les mathématiques, quand l'extension à l'est de la Seconde Guerre mondiale en 1941 interrompt ses projets. Il reprend cependant ses études à l'Institut Polytechnique de Léningrad après la guerre.
Jugé inapte au service militaire en raison de sa mauvaise vue, Bronstein occupe des emplois subalternes pendant la guerre, comme la reconstruction d'immeubles détruits par des bombardements.

### Dernières années
Du fait de son soutien à son ami Viktor Kortchnoï, lors du match des candidats de 1974 contre Anatoli Karpov et dans les années suivantes,, Bronstein est banni des tournois à l'étranger par les autorités soviétiques dans les années 1975-1985. L'interdiction ne fut levée qu'avec la Perestroïka, en 1986 pour les tournois dans les pays de l'Est, et en 1989 pour les tournois en Occident.
Dans les dernières années de sa vie, Bronstein continue à jouer aux échecs à un haut niveau. Ceci grâce à de nombreuses parties en simultanée, mais aussi par son attitude chaleureuse, et des récits épiques de ses propres aventures échiquéennes.

## Carrière

### Champion de Moscou
Bronstein est champion de Moscou à six reprises : 
- seul vainqueur en 1946 (devant Simaguine, Alatortsev, Kotov et Smyslov),
- en 1953 : deux points devant Lilienthal et Simaguine
- en 1957 : deux points devant Vassioukov et Averbakh ;
- en 1961 : vainqueur du départage contre Viktor Koupreïtchik ;
- en 1968, covainqueur ex æquo avec Tigran Petrossian ;
- en 1982, covainqueur ex æquo avec Noukhim Rachkovski.

En 1947, il termine premier ex æquo avec Simaguine et Ravinski, mais termine deuxième du départage.

### Champion d'URSS (1948 et 1949)
En 1944, Bronstein participe pour la première fois au championnat d'échecs d'URSS dont il occupe une des dernières places (+4 -7 =5) après avoir cependant battu le futur vainqueur Mikhaïl Botvinnik. L'année suivante, il termine 3e (+7 -4 =6).
À partir de 1944, il réalise une énorme progression puisque, quatre ans plus tard, il conquiert le titre à deux reprises : 
- en 1948, à Moscou : +7 -1 =10, premier ex æquo avec Alexandre Kotov
- en 1949, à Moscou : +8 -1 =10, premier ex æquo avec Vassili Smyslov et devant les meilleurs joueurs soviétiques, à l'exception de Mikhaïl Botvinnik.

David Bronstein participe à vingt finales du championnat d'URSS, de 1944 à 1975, dont six finales consécutives de 1957 à décembre 1961.

### Grand maître international (1950)
Bronstein obtient le titre de grand maître international lors de la création du titre en 1950. À 26 ans, il était le plus jeune grand maître parmi les 27 joueurs qui reçurent le titre.

### Tournois interzonaux, tournois des candidats et championnat du monde

#### 1948-1950: vainqueur du cycle des candidats
La progression de Bronstein au championnat d'URSS lui permet de se faire connaître en dehors des frontières de l'URSS. Il obtient son premier succès en 1948 lors du tournoi interzonal de Saltsjöbaden, grâce auquel il se qualifie pour le Tournoi des candidats suivant. Il finit en effet à la première place (+8 =11), laissant le second, László Szabó, à un point. En 1950 au tournoi des candidats de Budapest, il termine premier ex aequo (+8 -2 =8) avec son ami Isaac Boleslavski. Ils durent ensuite se départager dans un match en 12 parties qui s'acheva sur une égalité (+2 -2 =8 pour chacun des joueurs). Ce fut dans la prolongation que Bronstein l'emporte (+1 =1) et qu'il acquiert le droit de défier le champion du monde Mikhaïl Botvinnik.

#### Match pour le championnat du monde (1951)
En 1951 à Moscou, Bronstein rencontre Mikhaïl Botvinnik dans un match en 24 parties. Après un début de rencontre équilibré, Botvinnik atteint tout de même le milieu du match avec un avantage d'un point qu'il conserve jusqu'à la 20e partie. Puis Bronstein gagne les deux parties suivantes et prend l'avantage. Au cours de la 23e et avant-dernière partie, il commet une grosse faute dans une position nulle et perd, permettant ainsi à Botvinnik de revenir à sa hauteur. Il ne reste plus au champion du monde qu'à assurer dans la dernière partie pour conserver son titre (+5 -5 =14), selon la règle de la Fédération internationale des échecs (FIDE) qui prévoyait cette issue en cas d'égalité finale.
Bronstein est considéré comme l'un des plus forts joueurs à n'avoir jamais été champion du monde, au même titre que Paul Keres, Viktor Kortchnoï ou Bent Larsen. Il n'eut plus jamais l'occasion de prendre sa revanche par la suite. Botvinnik et lui ne s'appréciaient guère et l'on a souvent insinué que Bronstein avait subi des pressions. La réponse de Bronstein a d'ailleurs toujours été assez évasive à ce sujet.

#### 1953: deuxième du tournoi des candidats
En qualité de finaliste du championnat du monde, Bronstein n'eut pas besoin de participer au tournoi interzonal de Stockholm en 1952 et fut directement qualifié pour le Tournoi des candidats de Zurich 1953. En 1953 à Zurich, il termine à la 2e-3e place (+6 -2 =20) et laisse Vassili Smyslov tenter de détrôner Mikhaïl Botvinnik. En 1956, il publie le livre du tournoi.

#### 1955-1956: vainqueur de l'interzonal
En 1955, il joue dans le tournoi interzonal de Göteborg où il termine 1er (+10 =10) avec 1½ point d'avance sur Paul Keres. Il accède ainsi au tournoi des candidats d'Amsterdam de 1956.
En 1956 à Amsterdam, il ne put faire mieux que partager la 3e-7e place (+4 -3 =11).

#### 1958 à 1964: sixième de l'interzonal d'Amsterdam

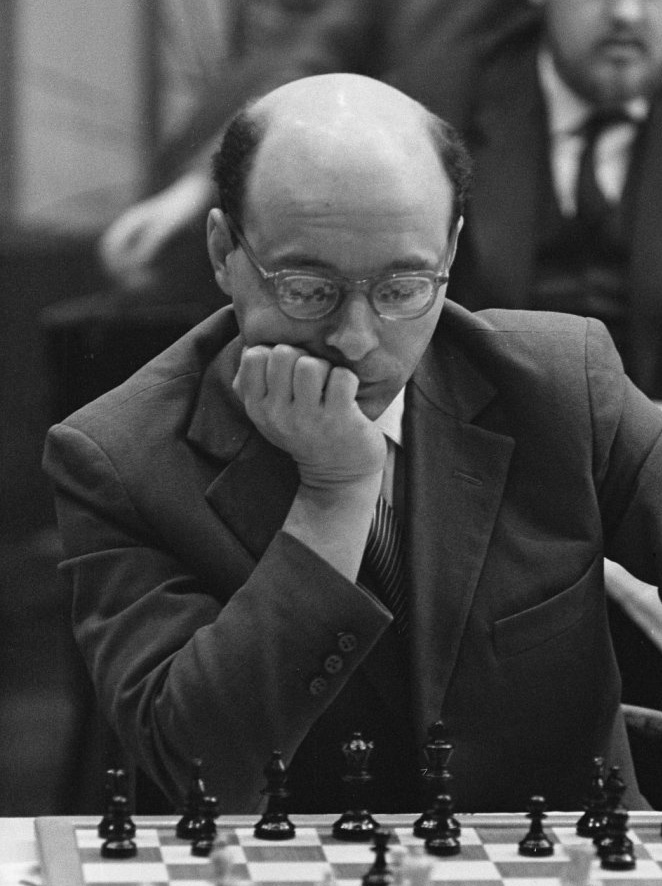
Bronstein en 1963.

À Portorož en 1958, Bronstein perd contre le maître international philippin Rodolfo Cardoso et finit à la 7e-11e place du tournoi interzonal avec 11,5 points sur 20 (+4 -1 =15), à un demi-point du sixième qualifié et ne parvient pas à se qualifier pour le tournoi des candidats de 1959. Sa 12e-13e place du XXVIIIe championnat d'URSS (tournoi zonal) de janvier-février 1961 à Moscou ne l'autorise pas à prendre part au tournoi interzonal de Stockholm de 1962.
En 1964, Bronstein termine troisième du tournoi zonal de Moscou. Qualifié pour l'interzonal d'Amsterdam en 1964, il occupe la 6e place (+10 -1 =12), qualificative pour la nouvelle formule des matchs des candidats. Mais une règle de la FIDE précisait que trois représentants seulement d'un même pays pouvaient disputer la phase finale des candidats. Trois Soviétiques, Vassili Smyslov, Boris Spassky et Mikhaïl Tal, avaient terminé dans les quatre premières places. Ainsi, Leonid Stein (5e) et Bronstein furent éliminés au profit des deux non-Soviétiques qui les suivaient au classement final.

#### 1966 à 1975: sixième de l'interzonal de Pétropolis
Au XXXIVe championnat d'URSS de 1966-1967 qui était un tournoi zonal, il finit à la 8e-9e place et se voit éliminé de la course au titre, manquant le tournoi interzonal de Sousse en 1967.
En 1969, lors du XXXVIIe championnat d'URSS, tournoi zonal qualificatif pour le tournoi interzonal de Palma de Majorque en 1970, il est éliminé en demi-finale.
Bronstein n'était pas qualifié pour les tournois interzonaux de 1973, Leningrad ou Petrópolis car il avait terminé 13e-16e ex æquo du championnat d'URSS 1972 à Bakou. Il écrivit au président de la FIDE, Max Euwe pour obtenir de l'aide. Celui-ci le nomma premier remplaçant pour les interzonaux. Bronstein remplaça Leonid Stein qui était brutalement décédé deux semaines avant l'ouverture du tournoi interzonal de Pétropolis. Bien qu'insuffisamment préparé, Bronstein termina néanmoins à la 6e place (+7 -3 =7) et fut éliminé.
En 1975, Bronstein participe au tournoi zonal de Vilnius, marquant 7 points sur 15, finit 10e-11e sur 16 joueurs et est éliminé du cycle 1975-1978.

### Tournois internationaux remportés

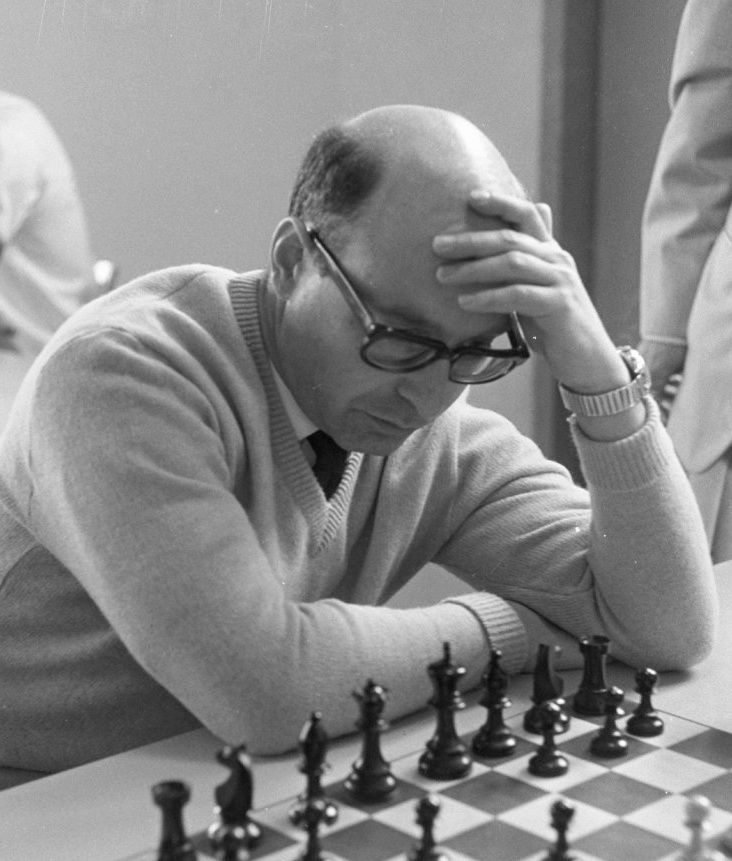
Bronstein en 1968.

Bronstein joue dans de nombreux tournois internationaux disputés à l'étranger et, en plus des tournois interzonaux de 1948 et 1955 et du tournoi des candidats de Budapest 1950, il remporte la première place dans les tournois suivants :
- 1952 : Liverpool (championnat du monde universitaire)
- 1953-1954 et 1975-1976  : tournoi de Hastings « premier »
- 1954 : Belgrade (+8 =11)
- 1957 : Gotha
- 1965 : Szombathely (mémorial Asztalos)
- 1959 : Moscou (tournoi du club central),
- 1968 : Berlin (mémorial Lasker)
- 1971 : tournoi de Sarajevo (ex æquo avec Matulovic et Bobotsov)
- 1974 : San José (championnat open d'Amérique centrale) : 5 / 5
- 1976 : Sandomierz (tournoi open) : 8 / 11 (+5 =6)
- 1977 et 1988 : Budapest
- 1978 : Jurmala (devant Goufeld, Knaak et Taïmanov)
- 1989 : open de Manchester
- 1994-1995 : tournoi open de Hastings

## Palmarès
Source : L'apprenti sorcier.

### 1938 à 1947: champion de Moscou
En 1944, lors du tournoi de Bakou, Bronstein se qualifie pour la finale du XIIIe championnat d'URSS. Lors de sa première finale, à Moscou, il finit quinzième.
| Année | Vainqueur | Deuxième à huitième |
| ----- | --- | --- |
| 1938  | (Kiev) Finale du championnat inter-écoles Match Kiev - Minsk juniors à Minsk : 2-0Kiev (championnat des moins de 18 ans) Kiev (tournoi 1re cat. adultes et juniors) : 8,5 / 10 (+7 =3)                                   | Match Kiev - Moscou (juniors) : 0-2 |
| 1939  | Championnat de Kiev par équipes : 7,5 / 9Kiev (1er-3e de la demi-finale du championnat adultes)Tbilissi-Erevan (champ. scolaire par équipes) : 5,5 / 6                                                                   | Championnat de Kiev adultes (2e-4e) : 10 / 14Championnat d'Ukraine adultes (7e-9e) : 7,5 / 15 (+6 -6 =3) (Dniepropetrovsk, victoire de Boleslavski devant Poliak) |
| 1940  | Championnat scolaire de Kiev Zaporijia (champ. d'Ukraine par équipes juniors) : 4,5 / 5 | Championnat de Kiev adultes (3e) : 7,5 / 12Championnat d'Ukraine adultes (2e) : 11,5 / 17 (+7 -1 =9) (Kiev, tournoi remporté par Boleslavski) |
| 1941  | Kiev (champ. du palais des pionniers) : 10 / 11 (+9 =2) | Rostov sur le Don (tournoi interrompu) : 3 / 5 (+2 -1 =2) (demi-finale du 13e championnat d'URSS 1941) |
| 1942  | Championnat d'Ordjonikidze : 13 / 13 | |
| 1943  | | Bakou (3e-4e) : 4 / 8 (+2 -2 =4) (tournoi remporté par Flohr) |
| 1944  | | Bakou (4e) : 6 / 11 (+5 -4 =2) (victoire de Lilienthal) (demi-finale du 13e championnat d'URSS 1944)Kiev (5e-6e) : 6 / 11 (+4 -3 =4) (victoire de Sokolski et Flohr) |
| 1945  | Moscou : 11 / 15 (+9 -2 =4) (demi-finale du 14e championnat d'URSS 1945)Demi-finale du championnat de Moscou : 14 / 15 (+13 =2)                                                                                          | Championnat d'URSS (3e) : 10 / 17 (+7 -4 =6) (Moscou, tournoi remporté par Botvinnik devant Boleslavski) |
| 1946  | Championnat de Moscou : 11,5 / 15 (+10 -2 =3)Match Prague - Moscou : 4,5 / 6 (+4 –1 =1)Match Moscou - Prague : 6-0Léningrad : 11,5 / 18 (+7 -2 =9) (ex æquo avec Doubinine) (demi-finale du 15e championnat d'URSS 1947) | |
| 1947  | Championnat de Moscou (1er-3e) : 9 / 14 (+7 -3 =4) (ex æquo avec Simaguine et Ravinski) (2e du tournoi de départage derrière Simaguine)                                                                                  | Championnat d'URSS (6e) : 11 / 19 (+5 -2 =12) (Léningrad, tournoi remporté par Keres devant Boleslavski)Championnat open de Lituanie (2e-3e) : 11 / 13 (+10 -1 =2) (Vilnius, tournoi remporté par Mikenas devant Saïguine)Pärnu, (4e-6e) : 8 / 13 (+5 -2 =6) (tournoi remporté par Keres devant Kotov et Lilienthal)Léningrad (3e-4e) : 11,5 / 18 (+7 -2 =9) (demi-finale du 16e championnat d'URSS 1948) (tournoi remporté par Aronine devant Taïmanov) |

### 1948 à 1957: champion d'URSS et vice-champion du monde
| Année | Vainqueur ou ex æquo | Deuxième à septième |
| ----- | --- | --- |
| 1948  | Tournoi interzonal (Saltsjöbaden) : 13,5 / 19 (+8 =11)Championnat d'URSS (ex æquo avec Kotov) (Moscou) : 12,5 / 19 (+7 −1 =11)                                                               | |
| 1949  | Championnat d'URSS (ex æquo avec Smyslov) (Moscou) : 13 / 19 (+8 −1 =10) | |
| 1950  | Tournoi des candidats (Budapest) (ex æquo avec Boleslavski) : 12 / 18 (+8 −2 =8)Match de départage contre Boleslavski : 7,5–6,5 (+3 −2 =9)                                                   | |
| 1951  | Championnat du monde contre Botvinnik (Moscou) : 12–12 (+5 −5 =14)Championnat d'URSS par équipes (Tbilissi) (ex æquo avec Boleslavski) : 3,5 / 5 (+2 =3)                                     | Championnat d'URSS (6e-8e) : 9,5 / 17 (+6 −4 =7) (Moscou, victoire de Keres devant Petrossian et Geller) |
| 1952  | Liverpool : 6,5 / 7 (ex æquo avec Taïmanov)Tournois d'entrainement pour l'olympiade : Moscou (+3 −1 =3) et Gagra-Voronovo (+3 −1 =4)Olympiade de Helsinki (3e échiquier) : 8 / 10 (+7 −1 =2) | Championnat d'URSS par équipes (2e-3e) : 5,5 / 9 (Odessa, victoire de Tolouch devant Fourman)Championnat d'URSS (7e-9e) : 10,5 / 19 (+5 −3 =11) (Moscou, victoire de Botvinnik devant Taïmanov et Geller)    |
| 1953  | Championnat de Moscou : 12,5 / 15 (+11 −1 =3)Match contre Fourman : 3–1 (+2 −0 =2) | Tournoi des candidats (2e-4e) : 16 / 28 (+6 −2 =20) (Zurich, victoire de Smyslov devant Keres et Reshevsky)                                                                                                  |
| 1954  | 1953-1954 : tournoi de Hastings (1er-2e) : 6,5 / 9 (+5 −1 =3) (ex æquo avec Alexander)Belgrade : 13,5 / 19 (+8 =11)                                                                          | Olympiade d'Amsterdam (2e au 3e échiquier) : 10,5 / 14 (+7 =7) |
| 1955  | Tournoi interzonal de Göteborg : 15 / 20 (+10 =10) | |
| 1956  | Olympiade de Moscou (4e échiquier) : 11 / 13 (+9 =4) | Tournoi des candidats (3e-7e) : 9,5 / 18 (+4 −3 =11) (Amsterdam, tournoi remporté par Smyslov devant Keres)Mémorial Alekhine (Moscou) (5e) : 9,5 / 15 (+5 −1 =9) (tournoi remporté par Smyslov et Botvinnik) |
| 1957  | Championnat de Moscou : 10,5 / 12 (+10 −1 =1)Gotha (tournoi international) : 11 / 15 (+8 −1 =6)                                                                                              | Championnat d'URSS (2e-3e) : 13,5 / 21 (+8 −3 =9) (Moscou, tournoi remporté par Tal devant Kéres) |

### 1958 à 1967: champion de Moscou, éliminé dans les tournois interzonaux
En février 1957 et 1958, Bronstein finit deuxième puis troisième derrière Tal du championnat d'URSS. Les années suivantes, en février 1959, 1960 et 1961, il ne termine que 12e-13e, à chaque fois sur le score de 9 points sur 19, du championnat d'URSS et manque la qualification pour le tournoi interzonal de 1962 lors du XXVIIIe championnat de 1961, qui était un tournoi zonal.
| Année | Vainqueur | Deuxième à huitième |
| ----- | --- | --- |
| 1958  | Olympiade de Munich : 9,5 / 12 (+7 =5) (médaille d'or au 4e échiquier)                                                                                     | Championnat d'URSS (Riga) (3e) : 11,5 / 18 (+7 -2 =9) (victoire de Tal devant Petrossian)Portorož (Interzonal) (7e-11e) : 11,5 / 20 (+4 -1 =15) (victoire de Tal devant Gligoric) |
| 1959  | Moscou : 7 / 11 (+3 =8) (ex æquo avec Smyslov et Spasski)                                                                                                  | Championnat de Moscou (3e) : 10 / 15 (+6 -1 =8) (tournoi remporté par Simaguine : 12 / 15 devant Liberzon) |
| 1960  | Moscou : 8 / 9 (+7 =2) (championnat des clubs Dynamo) | Odessa (2e derrière Averbakh) : 11 / 17 (+7 -2 =8) Mar del Plata (3e) : 11,5 / 15 (+8 =7) (victoire de Spassky et Fischer) |
| 1961  | Vilnius : 12,5 / 13 (championnat des membres du club Dynamo)Championnat de Moscou : 12,5 / 17 (+9 -3 =5) Départage contre Chamkovitch : 3,5–2,5 (+2 -1 =3) | Moscou (5e-7e) : 6 / 11 (+2 -1 =8) (victoire de Smyslov et Vassioukov devant Olafsson)Budapest (mémorial Maroczy, 2e-3e) : 9,5 / 15 (+4 =11) (victoire de Kortchnoï devant Filip)XXIXe Championnat d'URSS (novembre 1961) (3e) : 12,5 / 20 (+6 -1 =13) (Bakou, tournoi remporté par Spasski devant Polougaïevski) |
| 1962  | Lvov (match URSS - Yougoslavie) : 4,5 / 6 (+3 =3)Match Léningrad - Moscou (2e échiquier)(Léningrad) Match contre Kortchnoï : 1,5–0,5                       | Tartu (3e) : 7 / 11 (+3 =8) (tournoi remporté par Neï devant Osnos) Moscou (3e-6e) : 9 / 15 (+5 -2 =8) (tournoi remporté par Averbakh et Vassioukov) |
| 1963  | | Tournoi de Beverwijk (2e après Donner) : 11,5 / 17 (+7 -1 =9) Miskolc (2e après Tal) : 10,5 / 15 (+6 =9)Alma Ata (2e-3e) : 10,5 / 15 (+6 =9) (victoire de Gipslis devant Baguirov)Championnat d'URSS (4e-6e) : 11,5 / 19 (+7 -3 =9) (Léningrad, victoire de Stein)                                                |
| 1964  | Match Moscou - Léningrad contre Kortchnoï : 1-0 (par téléphone)                                                                                            | (Moscou) Tournoi zonal (2e-3e) : 6,5 / 12 (+2 -1 =9) (victoire de Spassky devant Stein)(Amsterdam) Interzonal (6e) : 16 / 23 (+10 -1 =12) (victoire de Larsen, Smyslov, Spassky, Tal)Belgrade (7e-8e) : 9,5 / 17 (+4 -2 =11) (victoire de Spassky devant Kortchnoï)                                               |
| 1965  | | 1964-1965 : Championnat d'URSS (Kiev, 2e après Kortchnoï) : 13 / 19 (+10 -3 =6)Sotchi (championnat du club Dynamo) (5e) : 7 / 12 (+4 -2 =6) (victoire de Boïarnov)Zagreb (6e) : 11,5 / 19 (+5 -1 =13) (victoire de Ivkov et Uhlmann devant Petrossian)                                                            |
| 1966  | Szombathely : 11,5 / 15 (+9 -1 =5) (ex æquo avec Uhlmann)                                                                                                  | (Moscou) Match d'entraînement contre Tal : 1,5 – 2,5 (+0 −1 =3) 1966-1967 : Championnat d'URSS (8e-9e) : 10,5 / 20 (+5 -4 =11) (Tbilissi, tournoi zonal remporté par Stein devant Geller et Kortchnoï) |
| 1967  | Spartakiade (Moscou) : 6 / 8 (+4 =4) (médaille d'or au 4e échiquier de Moscou)                                                                             | Moscou (3e-4e) : 7 / 11 (+4 -1 =6) (victoire de Polougaïevski et Smyslov devant I. Zaïtsev)Moscou (6e-8e) : 9,5 / 17 (+3 -1 =13) (tournoi international remporté par Stein)Krems (4e) : 8 / 13 (+5 -2 =6) (tournoi international remporté par Unzicker)                                                           |

### 1968 à 1980
En 1972, Bronstein termine 13e-16e avec 9,5 points sur 21 (+5 –7 =9) du championnat d'URSS 1972 à Bakou. Il participe pour la dernière fois à la division supérieure du championnat d'URSS en décembre 1975 et finit 9e-10e à Erevan avec 7,5 points sur 15 (+4 –4 =7). En août 1975, Bronstein participe au tournoi zonal de Vilnius, marquant 7 points sur 15 et finit 10e-11e sur 16 joueurs. En 1976, il termine 12e du tournoi du club central d'Odessa remporté par le Philippin Rosendo Balinas. En 1978, il finit 29e ex æquo du tournoi de sélection pour le championnat d'URSS à Daugavpils avec 6,5 points sur 13 (tournoi remporté par Kasparov). En novembre 1980, il finit 10e ex æquo du tournoi international de Tbilissi (mémorial Viktor Goglidzé remporté par Goufeld).
| Année | Vainqueur | Deuxième à huitième |
| ----- | --- | --- |
| 1968  | Championnat de Moscou : 10,5 / 15 (+7 -1 =7) (1er-2e, ex æquo avec Petrossian)Berlin Est : 10,5 / 14 (+7 =7) (ex æquo avec Uhlmann)                                                       | Amsterdam (tournoi IBM) (2e derrière Kavalek) : 10 / 15 (+5 =10) Kislovodsk (5e-6e) : 8 / 14 (+3 -1 =10) (tournoi du club central) (victoire de Geller devant Vassioukov et Gourguenidze)                                                                                   |
| 1969  | | Moscou (3e-6e) : 7,5 / 13 (+4 -2 =7) (victoire de Jouravliov) Kiev (6e) : 10 / 13 (+5 -2 =10) (victoire de Stein) |
| 1970  | Dniepropetrovsk (coupe d'URSS) : 15 / 21 (+10 -1 =10)(Léningrad) Match d'entraînement contre Kortchnoï : 4–2 (+3 –1 =2)(Moscou) Match amical contre Uitumen : +1 =1                       | Vinkovci (2e-4e) : 10 / 15 (+5 =10) (victoire de Bent Larsen devant Hort et Gligoric) |
| 1971  | Tournoi de Sarajevo (1er-3e) : 9 / 15 (+3 =12) (ex æquo avec Matulovic et Bobotsov) | Tallinn (3e) : 11 / 15 (+7 =8) (victoire de Tal et Kérès)Pärnu (4e) : 8,5 / 13 (+4 =9) (victoire de Stein)Rostov-sur-le-Don (2e après Tal) : 4 / 6Championnat d'URSS (7e-8e) (Léningrad) : 11,5 / 21 (+7 -5 =9)Moscou (Mémorial Alekhine, 8e-10e) : 9 / 17 (+4 -3 =10)      |
| 1972  | | Las Palmas (4e) : 10 / 15 (+5 =10) (tournoi remporté par Portisch) Moscou (6e) : 21 / 30 (+17 -5 =8) (tournoi remporté par Tal) |
| 1973  | | Tallinn (3e-6e) : 9 / 15 (+4 -1 =10) (victoire de Tal devant Polougaïevski)Petropolis (interzonal) (6e) : 10,5 / 17 (+7 -3 =7) (victoire de Mecking)Championnat de première division d'URSS (6e) : 9,5 / 17 (+6 -4 =7) (Tbilissi, victoire de Vaganian et Dzintzichachvili) |
| 1974  | Open de San José : 5 / 5 | Reykjavik (3e-4e) : 10,5 / 14 (+7 =7) (victoire de Smyslov) |
| 1975  | (Zurich) Match rapide contre Hug : 4,5-3,5 Londres (tournoi semi-rapide) : 8 / 9 (+7 =2)                                                                                                  | Tallinn (4e-5e) : 9 / 15 (+4 -1 =10) (victoire de Kéres devant Olafsson, Spassky et Hort)Teeside (3e-5e) : 8 / 14 (+4 -2 =8) (victoire de Geller devant Smyslov)Kichinev (2e-3e derrière Gulko) : 10 / 17 (+5 -2 =10)                                                       |
| 1976  | 1975-1976 : Hastings (1er-3e) : 10 / 15 (+6 -1 =8) (ex æquo avec Hort et Uhlmann)Londres (semi-rapide) : 8 / 9 (ex æquo avec Taïmanov)Sandomierz : 8 / 11 (+5 =6)Iwonicz-Zdrój : 8,5 / 11 | Cleveland (3e) (mémorial Alexander remporté par Geller devant Timman) |
| 1977  | Budapest : 11 / 16 (+6 =10) | Tallinn (4e-6e) : 9 / 15 (+4 -1 =10) (victoire de Tal devant Romanichine) |
| 1978  | Tallinn (semi-rapide) : 14,5 / 18 (+12 -1 =5)Jurmala : 10 / 15 (+6 -1 =8) | Championnat open de Moscou (3e-5e derrière Vassioukov) : 9 / 15Kirovakan (5e-9e) : 8 / 15 (+3 -2 =10) (victoire de Vaganian) |
| 1979  | | Tallinn (4e) : 10 / 16 (+6 -2 =8) (tournoi remporté par Petrossian)Vrsac (5e-7e) : 8,5 / 14 (+5 -2 =7) (victoire de Stean devant Rajković) |
| 1980  | | Tallinn (7e-11e) : 7,5 / 15 (+4 -4 =7) (victoire de Tchekhov) (demi-finale du championnat d'URSS 1980-1981) |

### 1981 à 1996
De 1977 à 1988, Bronstein ne put disputer aucun tournoi en dehors de l'URSS ou des pays de l'Est, à l'exception d'une simultanée contre des ordinateurs disputée à Rotterdam en 1983 (+11 -2 =3).
| Année | Vainqueur                                                                                                  | Deuxième à huitième |
| ----- | --- | --- |
| 1981  | Erevan (Vétérans) (1er-2e) (+9 -1 =3) (ex æquo avec Bannik)                                                | Tallinn (2e-3e) : 9,5 / 15 (+5 -1 =9) (victoire de Gipslis devant Tal)Riga, jeu semi-rapide (15 min) (2e derrière Smits)Championnat open de Moscou (7e-9e) : 9 / 17 (+4 -3 =10)      |
| 1982  | Championnat de Moscou (1er-2e) (ex æquo avec Rachkovski) : 11,5 / 17 (+6 =11)                              | Moscou (3e) (tournoi semi-rapide 45 min remporté par Psakhis)Iaroslavl (8e) : 9 / 16 (+7 -5 =4)                                                                                      |
| 1983  | Tallinn (semi-rapide) : 6 / 9                                                                              | |
| 1984  | Tallinn (semi-rapide) : 6,5 / 9 (+5 -1 =3)                                                                 | |
|       | | |
| 1987  | | Pančevo (2e-4e derrière Rodriguez) : 7,5 / 9 |
| 1988  | Open de Hongrie (Budapest) : 7,5 / 11 (+5 -1 =5)                                                           | |
| 1989  | Downham (rapide) : 6 / 6 (+6 =0)Open de Manchester : 4,5 / 5 (ex æquo avec Bell)                           | Londres (2e-4e derrière Barua) : 5,5 / 9 (+4 -2 =3)Harkany (4e-6e) Open de Budapest : 6,5 / 7                                                                                        |
| 1990  | | Tästrup (3e) : 5 / 9 (+3 -2 =4) Gausdal (5e-13e) : 6 / 9La Haye (6e-7e) : 4 / 6 Rome (8e-19e) : 6 / 9                                                                                |
| 1991  | Malmö (semi-rapide) : 5,5 / 7                                                                              | Bruxelles, semi-rapide (2e-4e derrière M. Gourevitch) : 8,5 / 11Swansea (3e-5e) : 4 / 5 Bussum (5e-11e) : 5 / 7 Open d'Utrecht (4e-9e) : 4,5 / 6 (+4 -1 =1) La Haye (8e-11e) : 4 / 6 |
| 1992  | La Haye : 6 / 6 (+6 =0)                                                                                    | Écosse (tournoi d'East Tilbridge) (2e-4e) : 4 / 5 (+3 =2) |
| 1993  | La Haye : 5,5 / 6 (ex æquo avec Nunn)Bruxelles rapide : 9,5 / 11 (ex æquo avec M. Gourevitch)              | Open de Las Vegas (5e-7e) : 5,5 / 6 Long Beach (5e-11e) : 6 / 8 |
| 1994  | Sotra : 5 / 6 (+5 -1 =0) 1994-1995 : open de Hastings (1e-3e) : 7 / 9 (ex æquo avec Conquest et Cherbakov) | La Haye (3e-4e) : 5 / 6 (+5 –1) Oslo (8e-14e) : 5,5 / 9 (+4 –2 =3) Amsterdam (6e-7e) : 6 / 7 (+2 –2 =5)Open de Gausdal (4e-6e) : 6,5 / 9 Maidstone (5e-8e) : 5 / 8                   |
| 1995  | | Manchester (2e-3e) : 4 / 5 (+3 =2) Bruxelles (4e-9e) : 6,5 / 9Bruxelles, jeu semi-rapide (4e-8e) Wrexham (5e-7e) : 4,5 / 9                                                           |
| 1996  | | 1995-1996 : Hastings Challengers (5e-13e) : 7,5 / 11 (victoire de Hebden) |

### Olympiades d'échecs
Bronstein joue pour l'URSS dès la première apparition de ce pays dans cette épreuve (en 1952). Au total, il participe à quatre éditions à l'issue desquelles l'URSS remporte la médaille d'or :
- 1952 - Helsinki : 3e échiquier (+7 -1 =2) - Médaille d'or ;
- 1954 - Amsterdam : 3e échiquier (+7 =7) - Médaille d'argent ;
- 1956 - Moscou : 4e échiquier (+9 =4) - Médaille d'or ;
- 1958 - Munich : 4e échiquier (+7 =5) - Médaille d'or.

### Championnats d'Europe par équipes
Bronstein participe aussi à deux éditions de cette compétition qui virent la victoire de l'URSS :
- 1957 - Vienne : 3e échiquier (+3 =3) - Médaille d'or ;
- 1965 - Hambourg : 5e échiquier (+2 -1 =6).

### Matchs internationaux
Les années 1940 et 1950 étaient riches de matchs amicaux entre villes ou pays. Bronstein participe ainsi aux matchs :
Avec la ville de Moscou
- 1946 - Moscou - Prague : 1er échiquier (+10 -1 =1)

 Avec l'équipe d'URSS
- 1954 :
  - Argentine - URSS : +2 -1 =1 contre Miguel Najdorf
  - Uruguay - URSS : +2 contre Rogelio  et Ernesto Rotunno
  - France - URSS : +2 contre Ossip Bernstein
  - États-Unis - URSS : +1 contre Arthur Dake et +3 contre Arnold Denker
  - Angleterre - URSS : +2 contre Harry Golombek
  - Suède - URSS : -1 =1 contre Erik Lundin

Match URSS contre le Reste du monde (1970)
Lors du premier match URSS - Reste du monde à Belgrade en 1970, Bronstein se trouvait en deuxième position sur la liste des remplaçants, mais il n'eut pas l'occasion de jouer.

### Tournois et championnats Blitz
Bronstein a remporté le championnat du Soir de Moscou  en 1948 (8 min), en 1952 (5 min) et en 1953 (5 min), après départage, devant Petrossian, Averbakh et Smyslov. Les tournois présentés dans le tableau étaient à la cadence de 5 minutes par joueur. Il n'y avait pas de championnat d'URSS de blitz et le tournoi soviétique de blitz le plus fort était le championnat de Moscou de blitz.
| Année | Seul vainqueur                                            | Deuxième à sixième                                                                      |
| ----- | --------------------------------------------------------- | --------------------------------------------------------------------------------------- |
| 1949  | Moscou : 14,5 / 17                                        |                                                                                         |
| 1953  | Moscou (championnat 5 min) Championnat de Moscou          |                                                                                         |
| 1956  |                                                           | Championnat du Soir de Moscou (3e-4e) (victoire de Petrossian devant Averbakh et Stein) |
| 1957  |                                                           | Championnat de Moscou (4e) (tournoi remporté par Tal devant Petrossian)                 |
| 1960  |                                                           | Moscou (championnat 5 min) (5e-6e) (tournoi remporté par Soloviev)                      |
| 1963  | Championnat de Moscou (après départage contre Vassioukov) |                                                                                         |
| 1965  | Zagreb (tournoi international)                            |                                                                                         |
| 1967  |                                                           | Championnat du Soir de Moscou (3e) (victoire de Chepukaitis devant Vassioukov)          |
| 1969  | Moscou (championnat 5 min)                                | Moscou (tournoi de l'université, 4e) (victoire de Tal devant Karpov et Goufeld)         |
| 1970  |                                                           | Herceg Novi (5e) (victoire de Fischer devant Tal et Kortchnoï)                          |
| 1971  |                                                           | Léningrad (3e) (tournoi remporté par Tal devant Kortchnoï)                              |
| 1972  |                                                           | Moscou (3e) (victoire de Moïseev devant Polougaïevski) Moscou (2e-3e)                   |
| 1975  | Tallinn (tournoi international, devant Tal)               |                                                                                         |
| 1978  | Jurmala (tournoi international, devant Tal)               |                                                                                         |
| 1994  | Reykjavik                                                 |                                                                                         |

## Publications
David Bronstein est l'auteur de nombreux ouvrages et articles. Son livre L'art du combat aux échecs (Tournoi des candidats de Zurich 1953) est l'un des plus cités dans le monde échiquéen. De nos jours encore, il constitue toujours une référence pour les joueurs d'échecs. Dans chacun de ses livres, Bronstein met l'accent sur les idées derrière les coups joués, plutôt que d'inonder le lecteur de nombreuses variantes.
Son travail théorique a transformé la défense est-indienne qui est passée d'ouverture considérée comme douteuse, avant la Seconde Guerre mondiale, à une défense solide, pleine de possibilités de contre-jeu. Sa maîtrise de cette ouverture est illustrée dans Bronstein on the King's Indian, paru en 1999.
Mais les contributions de Bronstein à la théorie des ouvertures ne s'arrêtent pas là, puisqu'une variante de la défense scandinave (dont il était un ardent partisan) porte son nom : 1. e4 d5 2. exd5 Dxd5 3. Cc3 Dd6.
De plus, à l'instar de Boris Spassky, il n'hésitait pas à jouer le gambit du roi, une ouverture risquée, contre des joueurs de premier plan. Son ouvrage 200 open Games a été un des livres de chevet de Garry Kasparov dans sa jeunesse.

### Livres traduits en français
- L'Art du combat aux échecs : le tournoi des candidats de Zurich, 1953, Éd. Garnier, 1984 ; rééd. Payot, 1994.  (ISBN 2-228-88784-6) ;
- avec Tom Furstenberg : L'apprenti sorcier, Jean-Louis Marchand Éditions, 2000.

### Livres en anglais
- (en) Two Hundred Open Games, Batsford, 1973 ; MacMillan (New York), 1974 ; Dover, 1991 ;
- (en) Chess in the eighties, Macmillan, 1982 ;
- (en) The Modern Chess Self Tutor, Everyman Chess, 1995 ;
- avec Ken Neat : (en) Bronstein on the King's Indian, Everyman Chess, 1999 ;
- (en) Secret Notes, éd. Olms, 2004.

## «Cadence Bronstein»
Dans le but d’éviter le zeitnot, le manque de temps en fin de partie, l'Américain et ancien champion du monde Bobby Fischer imagina de modifier les pendules d'échecs pour avoir la possibilité de rajouter un temps supplémentaire défini pour chaque coup joué (de quelques secondes pour les parties blitz, à quelques minutes pour les parties lentes). Cet incrément de temps est  appelé la « cadence Fischer ». David Bronstein la modifia en supprimant l'accumulation du temps possible si un joueur joue en moins de temps que l'incrément. Par exemple si l'incrément est de 5 secondes et que le coup est joué en 3 secondes, le temps du joueur est accru de 2 secondes avec la cadence Fischer contre aucun dans la cadence Bronstein (il ne lui est crédité que les 3 secondes qu'il a consommées donc aucun gain de temps).

## Exemples de parties
- Voici une défense est-indienne jouée dès 1941 :

Belavenets-Bronstein, Championnat d'URSS d'échecs (demi-finale 1941), Rostov-sur-le-Don
1. d4 Cf6 2. c4 d6 3. Cc3 e5 4. Cf3 Cbd7 5. g3 g6 6. Fg2 Fg7 7. 0-0 0-0 8. b3 Te8 9. e3 c6 10. Dc2 Da5 11. a4 Cf8 12. Fa3 Ff5 13. Db2 Tad8 14. Tfd1 e4 15. Cd2 Ce6 16. b4 Dc7 17. Tdb1 Dd7! 18. c5 Cg5! 19. cxd6 Fh3! 20. Fh1 Df5 21. Ce2 Cd5! 22. b5 Fg4 23. Rf1 Cxe3+ 24. Re1 Cf3+ 0-1.
- Voici une de ses victoires avec les Noirs à Moscou au championnat du monde d'échecs 1951 contre Mikhaïl Botvinnik[62] :

1. d4 Cf6 2. c4 e6 3. Cc3 Fb4 4. e3 0-0 5. Fd3 c5 6. Cf3 b6 7. 0-0 Fb7 8. Ca4 cxd4 9. a3 Fe7 10. exd4 Dc7 11. b4 Cg4 12. g3 f5 13. Cc3 a6 14. Te1 Cc6 15. Ff1 Cd8 16. Ff4 Fd6 17. Fxd6 Dxd6 18. Fg2 Cf7 19. c5 Dc7 20. Tc1 Tae8 21. Ca4 b5 22. Cc3 f4 23. d5 fxg3 24. fxg3?! (24. hxg3) 24...exd5 25. Dd4 Cf6 26. Ch4 Te5 27. Txe5 Dxe5 28. Dxe5 Cxe5 29. Cf5 Cc4 30. Td1? (30. Cxd5) 30...Rh8! 31. Te1 Cxa3 32. Cd6 Fc6 33. Ta1 Cc2 34. Txa6 d4 35. Ccxb5 Fxg2 36. Rxg2 Cg4 37. Cf5 d3 38. Td6 Txf5 39. Txd7 Cge3+ Les Blancs abandonnent 0-1.
Bronstein-Fidelity (ordinateur), Tournoi AEGON 1991, La Haye, 1991,
1. e4 e5 2. f4 exf4 3. Cf3 Fe7 4. Fc4 Cf6 5. Cc3 Cxe4 6. Ce5 Cg5 7. d4 d6 8. Cd3 f3 9. Fe3 Fg4 10. Rd2 fxg2 11. Dxg4 gxh1=D 12. Txh1 c6 13. Te1 h6 14. d5 Dd7! 15. Dg3 Df5 16. Cf4 cxd5 17. Fxd5 Cc6 18. Dg2 Tc8 19. Tf1 Cb4 20. Fb3 Dd7 21. a3 d5 22. Fd4 Cc6 23. Fg1 d4 24. Ccd5 d3 25. Cxd3 Ca5 26. Fa2 b6? (26...Cc4+!) 27. h4 Ce6 28. Ce5 Da4 29. Rc1 Dxh4 30. Cxf7 0-0 31. Dg6 Fg5+ 32. Rb1 Dh3 33. Tf6 Tce8 34. b4 Dh1 35. Tf1 Cc6 36. Fc4 Dh3 37. Fd3 Dxf1+ 38. Fxf1 Txf7 39. Fd3 Cf8 40. Dxc6 Te1+ 41. Ra2 Txg1 42. Cc3 Rh8 43. De8 Tf2 44. Ce4 Tf3 45. Cd6 Tf6 46. Cf7+ Rg8 47. Fc4 b5 48. Dxb5 Txf7 49. Df5 Ff6 50. Dd5 Rh7 51. Dxf7 1-0.

### Lecture complémentaire
- (en) Irving Chernev, Twelve Great Chess Players and Their Best Games, Dover, août 1995  (ISBN 0486286746)